# Судейкина, Вера Артуровна
Ве́ра Арту́ровна Боссе́ (в замужествах Люри, Ши́ллинг, Суде́йкина, Страви́нская; 25 декабря 1888  [6 января 1889], Санкт-Петербург — 17 сентября 1982[…], Нью-Йорк, Нью-Йорк) — актриса русского немого кино и Камерного театра, художница прикладного искусства, живописец. Жена художника Сергея Судейкина и композитора Игоря Стравинского.

## Детство. Семья де Боссе
Отец — петербуржец остзейского происхождения Артур Артурович Боссе (1861, СПб. — 1937, Сантьяго, Чили), учредитель и директор-распорядитель завода по производству электроуглей (ныне ОАО «Кудиновский завод „Электроугли“» в г. Электроугли Московской области), родной брат фабриканта Эдуарда Теодора Боссе. Дед — Артур Ефимович (Иоахимович) Боссе (1825, СПб. — 1897, СПб.), петербургский купец 1-й гильдии, потомственный почетный гражданин; в 1860-х владел мануфактурной лавкой в Гостином дворе, жил на Малой Конюшенной, д. 1, в конце жизни на Троицкой ул., д. 3. Первым в Россию, в 1720-х, приехал его прапрадед пастор Себастьян Боссе (1697—1775, СПб), в 1726 он стал кантором и учителем Лютеранской церкви Св. Петра и Павла (его потомком является также петербургский архитектор Гарольд Юлиус Боссе). Его брат Эдуард Теодор, перешёл из купеческого в другое сословие — потомственных почётных граждан в 1896 году, в 42 года, будучи уважаемым и известным в России предпринимателем, организатором крупного машиностроительного производства. Приставку «де» к фамилии использовал двоюродный дядя В. А. Боссэ, контр-адмирал Фёдор Эмильевич де Боссе . Эдуард Боссе вместе с немцем Р. Г. Геннефельдом основал в 1897 году (с 1902 года единственный владелец завода — Э. Т. Боссе) возле пос. Юзовка (ныне в г. Донецке) «Машиностроительный и чугунолитейный завод инженеров Э. Т. Боссе и Р. Г. Геннефельда» (ныне ОАО «Донецкгормаш») — крупнейший завод горного машиностроения в Донбассе.
Мать — из петербургской шведской семьи, Генриетта Федоровна Мальмгрен (1870—1944?).
По семейному преданию, отец дал девочке имя Вера в честь героини романа Ивана Гончарова «Обрыв».
Училась в московской гимназии М. Б. Пуссель, которую окончила в 1908 году с золотой медалью и правом преподавать математику и французский язык. Тогда же она получила музыкальное образование, беря уроки у пианиста Давида Шора (1867—1942), участника знаменитого в то время «Московское трио» (Трио Шора).
В 1910 году поступила в Берлинский университет, где на первом курсе изучала философию и естественные науки — физику, химию, анатомию, а на втором, перейдя на факультет искусства, посещала лекции Генриха Вёльфлина по истории искусства (по её словам, он открыл ей глаза), изучала архитектуру.

### Первый и второй брак
В 1910 году она вышла первый раз замуж за некоего Люри, но вскоре их брак был разрушен её родителями.
В 1912 году вышла второй раз замуж за Роберта Федоровича Шиллинга (1887—1939, Москва), студента, с которым познакомилась в Берлине; прибалтийский немец, впоследствии актёр МХТ (1924—1928, 1934—1938), исполнитель эпизодических ролей и ролей второго плана, сыграл роль немецкого майора фон Дуста в первой постановке «Дней Турбиных» М. А. Булгакова, 1926; арестован 27 апреля 1938 г. по обвинению в шпионаже, осужден и расстрелян 4 марта 1939 года.

### Работа в кинематографе
После начала Первой мировой войны оставила учёбу в университете. Вернувшись в Москву, она поступила в балетную школу Лидии Ричардовны Нелидовой, начала сниматься в кино. За два года — 1914—1915 — сыграла, по-видимому, пять ролей в фильмах кинокомпании «П. Тиман и Ф. Рейнгардт», поставленных режиссёрами Я. А. Протазановым, В. Р. Гардиным и А. Андреевым) и была принята в труппу Камерного театра Александра Таирова. По легенде, представляя новую актрису труппе, Таиров сострил: «Не было гроша, да вдруг Шиллинг».
Главные актёрские работы:
- Эмма — главная женская роль в фильме-фарсе «Женщина захочет — черта обморочит» («Русская золотая серия», режиссёр Я. Протазанов, выпущен 2 февраля 1914 года).
- Нелли Лескова, дочь психиатра — главная женская роль в фильме-драме «Арена мести»(«Русская золотая серия», режиссёр Я. Протазанов, выпущен 15 апреля 1914 года).
- Александра Ивановна — жена главного героя в фильме «Драма у телефона» («Русская золотая серия», режиссёр Я. Протазанов, выпущен 28 декабря 1914 года).
- Элен Курагина в экранизации романа Л. Н. Толстого «Война и мир» («Русская золотая серия», режиссёры Я. Протазанов и В. Гардин; 1-я серия выпущена 13 февраля, 2-я — 14 апреля 1915 года).
- Лиза Михайлова в экранизации романа А. А. Вербицкой «Андрей Тобольцев (Дух времени)» (драма в 2-х сериях; сценарий А. Вербицкой, режиссёр А. Андреев; выпущен 9 ноября 1915 года Т-вом «Кинотворчество»)[9].

### C Сергеем Судейкиным
В 1915 году в театре она познакомилась с художником Сергеем Юрьевичем Судейкиным (1882—1946) и в марте 1916 года переехала к нему в Петербург. Ради него Вера оставляет свою мечту быть актрисой, перестаёт сниматься в кино, становится музой и помощницей художника, а также сама начинает рисовать.
В июне 1917 года она вместе с Судейкиным уезжает в Крым. Проведя лето в окрестностях Алушты, к осени они перебрались сначала в Ялту, а потом в Мисхор, где и прожили до апреля 1919 года. В феврале 1918 года они регистрируют свои отношения. Осенью того же года Вера впервые выставляет свои работы — на выставке «Искусство в Крыму» в Ялте.
В апреле 1916 года Михаил Кузмин дарит ей и Судейкину пасхальный подарок — «Чужую поэму»; их образы получили также отражение в его пантомиме «Влюблённый дьявол». В августе 1917 года они общаются с Осипом Мандельштамом, который после посещения дачи Судейкиных в «профессорском уголке» Алушты посвятил им стихотворение «Золотистого меда струя из бутылки текла…».

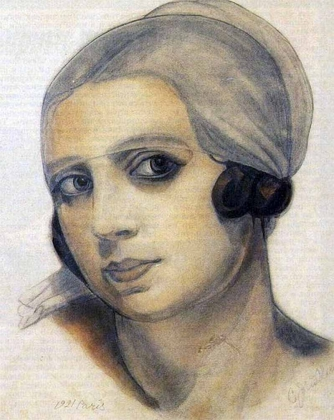
Портрет, написанный Сергеем Судейкиным в 1921 г. (из собрания Третьяковской галереи)

В апреле 1919 года они в числе многих переезжают в Новороссийск, а в конце месяца — в Тифлис. В декабре 1919 года Судейкины покидают Тифлис и перебираются в Баку; 12 марта 1920 года возвращаются в Тифлис; затем едут в Батум, откуда в мае 1920 года они уезжают в Париж. Этот период своей жизни с Судейкиным Вера описала в своем дневнике, который вела с 1 января 1917 года по 2 сентября 1919 года. В нём она рассказывает об их жизни в Петрограде накануне Февральской революции, о встречах с друзьями, поездке в Москву на выставку «Мира искусства», её разводе с Шиллингом, о том, как проходили дни «застрявших в Крыму» политиков, актёров, писателей, художников, а также — описывает колоритную жизнь Тифлиса в мае 1919 года.
С конца мая 1920 года жила в Париже.
19 февраля 1921 года Дягилев знакомит Веру с Игорем Стравинским.
В ноябре 1921 года вновь вышла на сцену, в Лондоне — в небольшой роли Королевы в балете «Спящая красавица».
В июне 1922 года в Париже вместе со своей подругой, художницей А. А. Даниловой (Тулой), Вера открывает магазинчик модных и театральных аксессуаров Tulavera, по заказу Дягилева делает костюмы для балетов его труппы. В конце мая 1922 года Вера Артуровна уходит от Сергея Судейкина (без оформления развода). В августе 1922 года Сергей Судейкин уезжает в Америку.

### C Игорем Стравинским
С 1922 года Вера становится спутницей Игоря Стравинского. Стравинский был женат и не собирался покидать свою семью. Мать Стравинского так никогда и не узнала о его отношениях с Верой, но жена Стравинского Екатерина Гавриловна по его просьбе встретилась с нею в Ницце 1 марта 1925 года.
В марте 1939 года умирает первая жена Стравинского, в июне умирает его мать, осенью 1939 года Стравинский переезжает в Америку. В конце года, преодолев бюрократические препятствия, Вере удаётся приехать к нему.
9 марта 1940 года вступает в официальный брак со Стравинским, спустя почти двадцать лет после их первой встречи.
В августе 1945 года вместе с подругой Елизаветой Соколовой Вера открывает в Беверли-Хиллз художественную галерею La Boutique, в которой прошли выставки Павла Челищева, Марка Шагала, Пабло Пикассо, Сальвадора Дали; много рисует, с 1955 года она вновь начинает выставляться — в Риме, Венеции, Милане, Нью-Йорке, Лос-Анджелесе, Цинциннати, Хьюстоне, Токио, Лондоне, Берлине, Париже.
Осенью 1962 года вместе со Стравинским она побывала в Москве и Ленинграде. Эту встречу со Стравинскими показывали по московскому телевидению.
Вместе они прожили пятьдесят лет, разлучаясь лишь ненадолго. При участии Веры издано несколько книг о Стравинском и об их жизни, в том числе их переписка и её ежедневники (в переводе на английский).
Вера де Боссе скончалась 17 сентября 1982 года в Нью-Йорке в возрасте 93 лет. Похоронена в Венеции на кладбище Сан-Микеле, рядом со своим мужем Игорем Стравинским.